# Prometeo (album)
(durante la chiusura del brano "Accade")
Prometeo è il secondo album dal vivo di Renato Zero, pubblicato nel 1991 e ripubblicato nel 2010.

## Il disco
Prometeo fu registrato a Lido di Camaiore durante i concerti estivi realizzati a Stellarium (ex Bussoladomani) e al Teatro Tenda di Firenze durante i tre concerti celebrativi per i quarant'anni dell'artista, Zero 40, dal 28 al 30 settembre 1990. Contiene inoltre il brano Spalle al muro, col quale Zero partecipò, con grande successo, al Festival di Sanremo, scritta per lui da Mariella Nava, e una versione live de L'equilibrista, scritta da Renato nel 1965.
Del concerto, registrato tra il 28 e il 30 settembre 1990, venne tratto il video Zero 40 Live uscito in VHS nel 1991 e successivamente in DVD nel 2008. La citazione presente nella chiusura del brano Accade è dovuta al fatto che Zero aveva considerato seriamente l'ipotesi del ritiro dalle scene visto il calo di consensi del pubblico dei lavori antecedenti a Voyeur, che verrà smentita al termine della promozione del singolo sanremese, visto che sarà l'inizio del nuovo successo che ancora oggi lo vede protagonista.
L'album, da anni fuori catalogo, è stato ristampato e ripubblicato in CD il 4 novembre 2010.

## Tracce
Disco 1
1. Amico - 6:42
2. Per non essere così - 5:02
3. Il jolly - 5:01
4. Motel - 4:43
5. Morire qui - 4:17
6. I nuovi santi - 5:28
7. No! Mamma, no! - 3:53
8. Spiagge - 4:08
9. Ancora fuoco - 3:48
10. Santa Giovanna - 4:07
11. Mi vendo - 4:35

Durata totale: 51:44
Disco 2
1. Ed io ti seguirò - 5:43
2. Sterili - 4:09
3. Notte balorda - 3:27
4. La tua idea - 5:33
5. Tragico samba - 4:48
6. Salvami - 4:31
7. Madame - 4:31
8. Inventi - 4:12
9. Artisti - 4:35
10. L'equilibrista - 3:21
11. Accade - 8:42
12. Spalle al muro - 5:01 (inedito)

Durata totale: 58:33

## Classifiche

### Classifiche settimanali
| Classifica (1991) | Posizione massima |
| ----------------- | ----------------- |
| Europa            | 63                |
| Italia            | 3                 |
| Classifica (2010) | Posizione massima |
| Italia            | 24                |

### Classifiche di fine anno
| Classifica (1991) | Posizione |
| ----------------- | --------- |
| Italia            | 32        |